# À toi, pour toujours, ta Marie-Lou
À toi, pour toujours, ta Marie-Lou  est une pièce de théâtre écrite par Michel Tremblay en 1971. 

## Argument
Il s'agit d'une tragédie moderne. Elle a d’ailleurs été qualifiée de pièce « tout à fait classique ». Elle raconte l'histoire d'une famille ouvrière aux valeurs catholiques, d'un couple mal assorti qui n'en finit plus de se rendre malheureux et de donner à leurs enfants un foyer sans amour. 
La pièce commence des années plus tard, un jour où Carmen rend visite à sa sœur Manon qui habite toujours le logis de ses parents, morts dans un accident d'automobile, qui, tout porte à croire, était un meurtre-suicide.  Les deux sœurs ne peuvent manquer d'évoquer le passé et voilà que, pendant qu'elles parlent de leurs parents, les figures de Léopold, le père alcoolique, dépressif et violent, et de Marie-Louise, la mère anxieuse, névrosée et insatisfaite, ressurgissent du passé, avec entre eux les mêmes désaccords, les mêmes rancœurs, les mêmes récriminations, les mêmes blessures. Jusqu'à ce que Léopold offre à Marie-Lou de prendre le plus jeune pour aller faire une balade en voiture.

## Historique et notoriété
La première de cette pièce a lieu en avril 1971 au Théâtre de Quat'Sous. Elle connaît ensuite de nombreuses productions au Québec, dont, outre celles mentionnées ci-dessous, celle au sein de la Trilogie des Brassard, mise en scène par André Brassard, au Théâtre d'Aujourd'hui en septembre et octobre 1991 ; et la production du Théâtre du Trident, mise en scène par Gill Champagne en novembre 2000, qui sera reprise au Théâtre Denise-Pelletier l'année suivante. 
L'œuvre, également jouée en anglais au Canada, est « traduite dans pas moins de 33 langues, dont l’allemand, le catalan, le danois, le polonais, le portugais et l’écossais ». Quarante ans après sa création, elle est présentée au Théâtre du Nouveau Monde.

## Productions

### 1971/Théâtre de Quat'Sous/ Mise en scène d'André Brassard[5]
Distribution :
- Hélène Loiselle: Marie-Louise

- Lionel Villeneuve: Léopold

- Rita Lafontaine: Manon

- Luce Guilbeault: Carmen

### Saison 2010-2011 /Théâtre du Nouveau Monde/ Mise en scène de Gill Champagne[5]
Distribution :
- Marie Michaud: Marie-Louise
- Denis Bernard: Léopold
- Éveline Gélinas: Manon
- Dominique Quesnel: Carmen

### Saison 2016-2017 /Théâtre de La Bordée/ Mise en scène d'Alexandre Fecteau[6]
Distribution :
- Éva Daigle: Marie-Louise
- Hugues Frenette: Léopold
- Marianne Marceau: Manon
- Catherine Simard: Carmen